# Азовкин, Юрий Петрович
Ю́рий Петро́вич Азо́вкин (6 ноября 1924, пос. Сасово, Елатомский уезд, Рязанская губерния — 11 мая 1993, Рязань) — полковник Советской армии, участник Великой Отечественной войны, особо отличившийся в боях за Польшу. Герой Советского Союза (1945). Член КПСС с 1949 года.

## Биография
Юрий Петрович Азовкин родился 6 ноября 1924 года в семье служащего в посёлке Сасово Елатомского уезда Рязанской губернии (ныне — город Сасово Сасовский район Рязанской области). Получил среднее образование. Затем обучался в железнодорожной школе № 20.
В августе 1942 году Сасовским райвоенкоматом был призван на военную службу в Рабоче-крестьянскую Красную Армию. По окончании офицерских курсов в сентябре 1943 года в звании младшего лейтенанта был отправлен на передовую, воевал на 1-м Белорусском фронте. Отличился во время боёв за освобождение Чернигова. Так, 21 сентября 1943 года в должности командира взвода управления батареи 148-го гвардейского артиллерийско-миномётного полка (16-я гвардейская кавалерийская дивизия, 7-й гвардейский кавалерийский корпус) гвардии старший лейтенант Азовкин во время боестолкновения у населённого пункта Седнев (Черниговский район, Черниговской области Украины) вначале руководил отражением атаки вражеских автоматчиков, а затем с группой бойцов первым ворвался в посёлок и из личного оружия уничтожил до 24 солдат и офицеров противника, за что был награждён орденом Красной Звезды.
Особо отличился Юрий Петрович 16 февраля 1945 года во время боёв в районе населённого пункта Жеплино (нем. Repplin — Репплин) к северо-западу от Хощно (Польша). В этот день на протяжении почти шести часов взвод гвардии старшего лейтенанта Азовкина сумел отразить пять контратак превосходящих сил противника (пехотного батальона) при поддержке 15-ти танков. В ходе продолжительного противостояния советским солдатам удалось подбить семь вражеских танков и уничтожить до двухсот солдат и офицеров противника. Когда же немецкой пехоте удалось ворваться на позиции батареи Азовкина, тот поднял в контратаку весь свой личный состав, «истребив до 30 немцев» из прорвавшихся 70-ти. За этот подвиг Указом Президиума Верховного Совета СССР от 31 мая 1945 года гвардии старшему лейтенанту Азовкину Юрию Петровичу было присвоено звание Героя Советского Союза с вручением медали «Золотая Звезда» и ордена Ленина.
После окончания войны Юрий Азовкин продолжил армейскую службу. В 1948 году он окончил курсы усовершенствования офицерского состава, в 1965-м Центральные артиллерийские офицерские курсы в Ленинграде. В течение трёх лет (с 1967 по 1970 год) служил советником командира артиллерийской бригады 2-й пехотной дивизии армии Египта.
В 1970 году Азовкин вышел в запас в звании полковника. Проживал и работал в Рязани. Юрий Петрович Азовкин скончался 11 мая 1993 года, похоронен в селе Поляны.

## Награды
- Герой Советского Союза (31 мая 1945)[8]:
  - Медаль «Золотая Звезда» (№ 8721)
  - Орден Ленина
- Орден Отечественной войны I степени (11 февраля 1985)[5]
- Орден Красной Звезды (18 октября 1943)[7]
- Орден Александра Невского (4 июля 1945)[12]
- Медали[5]

## Память
В Уфе имя Юрия Азовкина увековечена золотыми буквами на мемориальных досках вместе с другими именами всех 78-и Героев Советского Союза 112-й Башкирской (16-й гвардейской Черниговской) кавалерийской дивизии на здании Национального музея Республики Башкортостан, а также его имя был высечено на здании Музея 112-й Башкирской (16-й гвардейской Черниговской) кавалерийской дивизии.
В родном городе Юрия Азовкина, в честь героя, была установлена мемориальная доска на здании школы, где он учился, а также на здании библиотеки «Ушаково». Его имя был высечено на мемориальный комплекс «Аллея Славы».